# 布鲁 (神秘动物)
布鲁(Buru)是生存于印度阿鲁纳恰尔邦的济罗河谷蜥蜴状不明生物。根据当地村民的说法，布鲁现在已经灭绝。

## 历史
据说，阿帕塔尼人的祖先初到奇罗谷时，那里主要是栖息着布鲁的沼泽地。他们感觉这里土地肥沃，气候宜人，决定在此地安置下来。由于时常与布鲁发生冲突，他们决定将沼泽地的水排出以消灭布鲁。完成排水后，大部分布鲁死亡殆尽，少部分进入有泉水的地区。
最后一只布鲁据说是在某日的夜晚被一个正在取水的年轻女子目击的。受惊的女子将此事告诉了她的父亲，翌日整个村庄用泥土和石块将发现布鲁的山泉封住。
第一个记录此生物的是奥地利人类学家海门道夫（Christoph von Fürer-Haimendorf），他在一篇关于阿帕塔尼人的文章中首次提及“蜥蜴状的怪物”，相关内容虽然只有短短一句。首次到该地探寻布鲁的据说是一位名为查尔斯·斯托纳（Charles Stonor）的英国动物学家兼农业官员。他于1948年发表了一份关于那个河谷的详细报告。他和近三十名自称见过布鲁的村民谈过，据说四脚的布鲁长约3.5米，外皮似爬行动物，背上有三排短而钝的刺，有一个长猪鼻，脚上有利爪。它们的颜色是深蓝带白的，干旱季节藏身于沼泽深处的洞穴中；雨季时沼泽变成湖，它们便出来嬉戏。同年，伦敦《每日邮报》驻印度德里的通讯员拉尔夫·伊萨德（Ralph Izzard）决定前去此地探寻一番，也好为报纸取得一段独家新闻。于是便和斯托纳联络，两人安排到阿萨姆邦去探险。他们得到《每日邮报》和印度总督蒙巴顿的赞助，于1948年3月，偕同一名摄影师、一队脚夫，以及充足的供应品，去往那片沼泽。到达那里后，他们经过很长时间的努力也无法找到布鲁。队员们在蛮荒丛林和深可没膝的沼泽中艰难跋涉，受尽水蛭、蚊虫和毒蝇叮咬之苦，忍受雨淋风吹达数月之久。他们长时间站着盯住望远镜，希望见到那罕见的生物。他们曾见到水面上出现引人注意的阴影，但后来证实全是风吹起的微波而已。
据伊萨德说，连土人们说是布鲁栖息的池塘，“也只能藏一只水獭而已······它只有0.9米多一点深。”队员虽然承认那次探索失败，但并未放弃信念。伊萨德和斯托纳的结论是：在近邻的部落土人尚未前来开拓沼泽附近的土地之前，布鲁很可能生活于阿萨姆河谷之中。后来沼泽不断淤塞，布鲁原来的栖息地被破坏了，这种动物在被人发现和记录之前便全部灭绝了。

## 特征
一般猜测认为布鲁是一种鳄鱼，需要注意的是，阿帕塔尼人将鳄鱼也称为布鲁。根据《神秘生物——神秘动物学指南》（Mysterious Creatures: A Guide to Cryptozoology）一书中的说法，Buru一词为阿帕塔尼语，可能是根据它的叫声命名的。北非有一大群鳄鱼栖息在洞穴中，远离开阔水域，所以，受迫害的印度鳄鱼生存下来是很有可能的。
还有一点，将鳄鱼称之为“布鲁”并不要紧，因为布鲁有一些显著的，和巨蜥相似的特征，比如细长的脖子和分叉的舌头。科摩多巨蜥的当地名称的意思就是“陆地鳄鱼”。
神秘动物学家霍伊维尔曼 和罗伊·麦卡尔(Roy Mackal)将其视为和科莫多巨蜥相似的巨蜥，印度次大陆也有发现此类生物的化石。霍伊维尔曼记录了一些相似生物的目击报告，印度西部的jhoors有着和伊朗的ahi（Azi Dahaka）相似的生物。乔治·埃伯哈特（George Eberhart ）记录了一些底格里斯河(Tigris)流域沼泽地带发现类似生物的传闻，称之为afa，可能和ahi是同一种生物。霍伊维尔曼也在他的未知动物列表中记录了类似生物来自缅甸，可能也和湄公河怪物有关。而同为神秘动物学加的卡尔·舒克（Karl Shuker）则认为布鲁是一种巨大的肺鱼，因为在形态和行为上与布鲁比较，更具全面性，可比性。 舒克相信这就解释了在干旱季节布鲁为什么能够藏身湖底。不过，舒克根本没有考虑到布鲁的“细长的脖子和分叉的舌头”，所以，这种说法并不令人信服。